# Proelauna humicola
Genre
Espèce
Synonymes
- Pelecopsis humicola Miller, 1970
- Proelauna indicatrix Jocqué, 1981

Proelauna humicola, unique représentant du genre Proelauna, est une espèce d'araignées aranéomorphes de la famille des Linyphiidae.

## Distribution
Cette espèce se rencontre en Angola, en Tanzanie et au Malawi.

## Publications originales
- Miller, 1970 : Spinnenarten der Unterfamilie Micryphantinae und der Familie Theridiidae aus Angola. Publicações culturais, Companhia de Diamantes de Angola, vol. 82, p. 75-166.
- Jocqué, 1981 : Erigonid spiders from Malawi (Araneida, Linyphiidae). Revue de Zoologie africaine, vol. 95, p. 470-492.